# Cangkarman
Cangkarman is een bestuurslaag in het regentschap Bangkalan van de provincie Oost-Java, Indonesië. Cangkarman telt 2205 inwoners (volkstelling 2010).